# Hvardiïske (oblast de Dnipropetrovsk)
Pour les articles homonymes, voir Hvardiïske.
Hvardiïske (en ukrainien : Гвардійське) ou Gvardeïskoïe (en russe : Гвардейское) est une commune urbaine de l'oblast de Dnipropetrovsk, en Ukraine. Sa population s'élevait à 6 058 habitants en 2013.

## Géographie
Hvardiïske est arrosée par la rivière Samara, un affluent du Dniepr. Elle est située à 15 km au nord-est de Novomoskovsk, à 40 km au nord-est de Dnipro, à 394 km au sud-est de Kiev.

## Histoire
En 1957, un camp militaire pour la 42e division blindée de la Garde fut établi dans une boucle de la rivière Samara, une zone composée de bois et de dunes de sable. L'année suivante, il accéda au statut de commune urbaine. Le camp militaire forme un polygone d'une dizaine de kilomètres de longueur sur les territoires des communes urbaines de Hvardiïske et de Tcherkaske. C'est le siège de la 25e brigade d'assaut aérien d'Ukraine.

## Population
Recensements (*) ou estimations de la population :
| 1959* | 1970* | 1979* | 1989* | 2001* |
| ----- | ----- | ----- | ----- | ----- |
| 1 026 | 1 756 | 2 749 | 3 466 | 5 199 |

| 2009  | 2010  | 2011  | 2012  | 2013  |
| ----- | ----- | ----- | ----- | ----- |
| 5 889 | 5 928 | 5 991 | 6 022 | 6 058 |